# Аль-Бакри (лунный кратер)
Кратер Аль-Бакри (лат. Al-Bakri) — небольшой ударный кратер на северо-западной границе Моря Спокойствия на видимой стороне Луны. Название присвоено в честь арабского географа и историка Абу Убайда Аль-Бакри (1014—1094) и утверждено Международным астрономическим союзом в 1976 г.

## Описание кратера

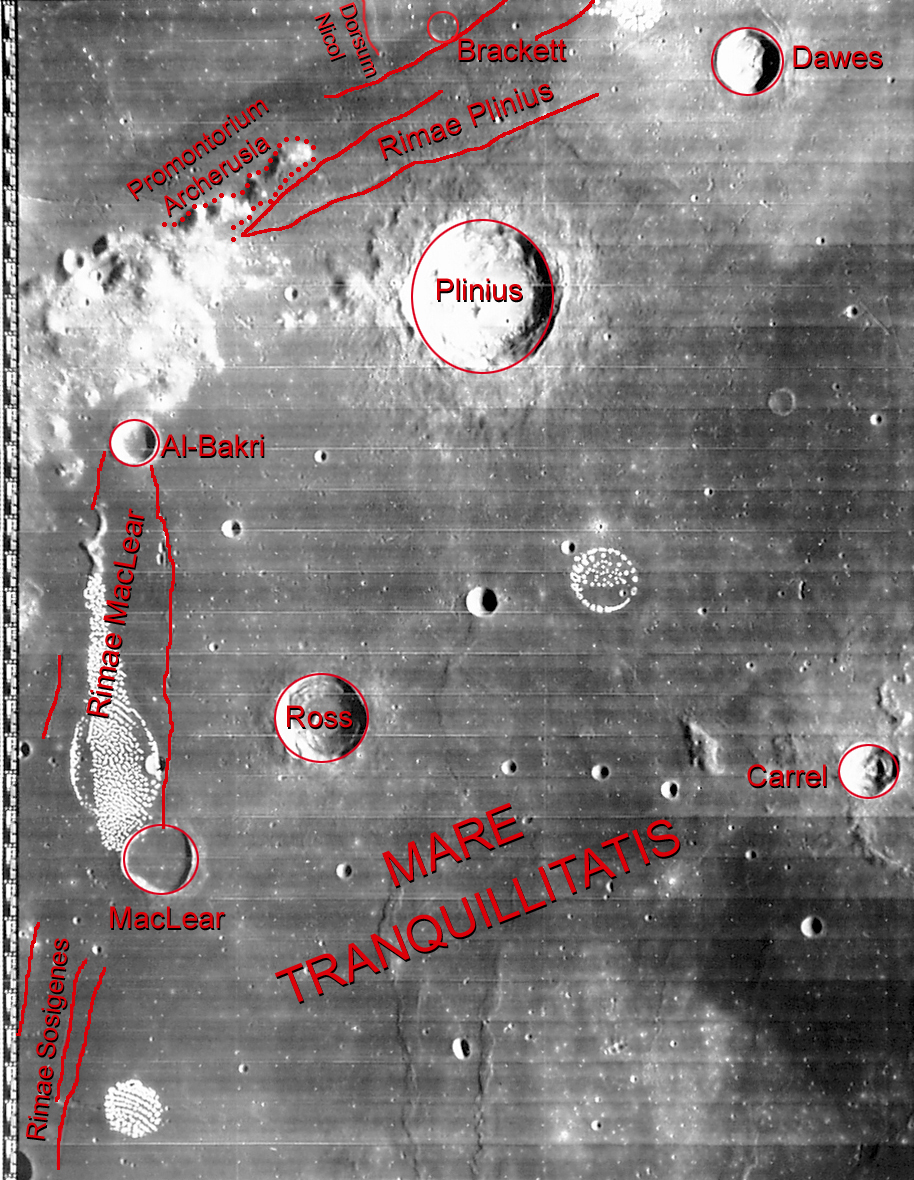
Окрестности кратера Аль-Бакри. Снимок зонда Lunar Orbiter — IV.

Ближайшими соседями кратера являются кратер Плиний на северо-востоке; кратер Росс на юго-востоке; кратер Маклир на юге. На севере от кратера лежат Гемские горы, на юге располагаются борозды Маклира. Селенографические координаты центра кратера 14°20′ с. ш. 20°15′ в. д. / 14,34° с. ш. 20,25° в. д., диаметр 12,2 км, глубина 1,04 км.
Кратер имеет правильную циркулярную форму с острой кромкой вала и плоским дном чаши кратера без заметных структур. Высота вала над окружающей местностью составляет 450 м, объём кратера приблизительно 70 км³. На ярком внутреннем склоне кратера заметны пятна с низким альбедо и радиальные полосы. На юго-юго-западе от кратера находятся остатки двух древних кратеров, получившие неофициальное название «Чайка» за характерный силуэт.
По морфологическим признакам кратер относится к типу BIO (по названию типичного представителя этого класса — кратера Био).
До получения собственного наименования в 1976 г. кратер имел обозначение Таке А (в системе обозначений так называемых сателлитных кратеров, расположенных в окрестностях кратера, имеющего собственное наименование).

## Сателлитные кратеры
Отсутствуют.